# Megumi Takaseová
Megumi Takaseová (japonsky 高瀬 愛実, * 10. listopadu 1990 Kitami) je japonská fotbalistka.

## Reprezentační kariéra
Za japonskou reprezentaci v letech 2010 až 2016 odehrála 61 reprezentačních utkání. Byla členkou japonské reprezentace i na Mistrovství světa ve fotbale žen 2011 a Letních olympijských hrách 2012.

## Statistiky
| Japonsko | Japonsko | Japonsko |
| Roky     | Záp.     | Góly     |
| -------- | -------- | -------- |
| 2010     | 12       | 4        |
| 2011     | 7        | 0        |
| 2012     | 10       | 1        |
| 2013     | 6        | 0        |
| 2014     | 17       | 4        |
| 2015     | 6        | 0        |
| 2016     | 3        | 0        |
| Celkem   | 61       | 9        |

## Úspěchy

### Reprezentační
- Letní olympijské hry:  2012
- Mistrovství světa:  2011
- Mistrovství Asie:  2014;  2010